# Le avventure e gli amori di Scaramouche
Le avventure e gli amori di Scaramouche è un film del 1976 diretto da Enzo G. Castellari.

## Trama
Scaramouche sta organizzando con il complice Fischio un attentato ai danni di Napoleone ma diventa bene presto l'oggetto del desiderio della neo imperatrice Giuseppina.

## Colonna sonora
Parte della colonna sonora, il brano Scaramouche, composto da Fabio Frizzi, Franco Bixio, Vince Tempera e Stefano Dammicco e cantato dai Daniel Sentacruz Ensemble, è stato pubblicato come retro del singolo Linda bella Linda su etichetta EMI Italiana nello stesso 1976.

## Distribuzione
Il film è stato distribuito nei cinema italiani il 17 marzo 1976.